# 安德烈·戈沃罗夫
安德烈·安德烈耶维奇·戈沃罗夫（烏克蘭語：Андрій Андрійович Говоров，1992年4月10日—）生于塞瓦斯托波尔，是一名乌克兰男子游泳运动员，主攻短距离自由泳和蝶泳，曾就读于第聂伯国立大学。戈沃罗夫在7岁时开始练习游泳，在此之前他曾接触过冰球、跆拳道等运动，后来他觉得他更擅长游泳，便决定专攻这一项目。2014年，克里米亚被并入俄罗斯，尽管如此，他仍不更换国籍，继续代表乌克兰参赛。